# Guéthénoc de Vannes
Guéthénoc (ou Ghéhénoc), mort en 1222, est un évêque de Vannes de 1182 à  1220.

## Contexte
Archidiacre de la cathédrale de Rennes, Guéthénoc est élu évêque de Vannes en 1182, selon la chronique de l'abbaye du Mont-Saint-Michel. Il est consacré la même année selon la chronique de Rhuys.
Il s'est peut-être retiré à la fin de son épiscopat en 1220, car dans un accord entre Payen de Malestroit et les moines du prieuré de La Madeleine, intervient cette année là l'évêque Robert. La chronique de Rhuys mentionne son décès en 1222.

## Sources
- André Chédeville  & Noël-Yves Tonnerre, La Bretagne féodale XIe – XIIIe siècle, Rennes, Ouest-France Université, 1987 (ISBN 9782737300141), p. 94,97,98
- (la) Jean-Barthélemy Hauréau, Gallia Christiana, vol. XIV Provincia Turonensi, Paris, Firmin-Didot, 1856, p. 925-926 Ecclesia Venentesis XXXIII Guethenocus.
- Arthur de La Borderie, Histoire de la Bretagne (VI volume), vol. III, Mayenne, Joseph Floch (réédition), 1975, p. 287
- Joseph-Marie Le Mené, Histoire du diocèse de Vannes, vol. I, Vannes, librairie Eugène Lefolye, 1888, 517 p., p. 297-306